# ヴェンセスラウ・デ・モラエス

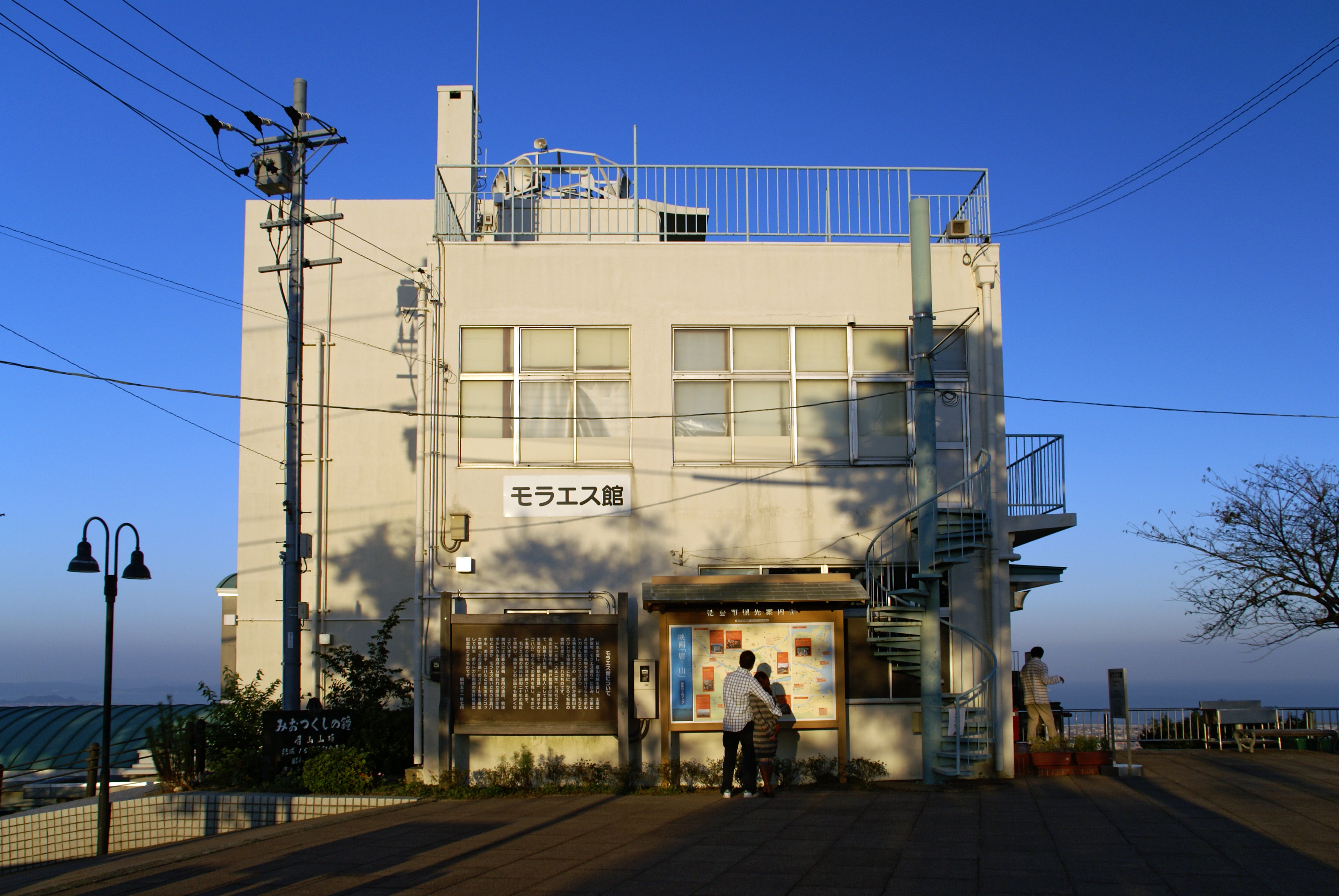
眉山山上にあるモラエス館。

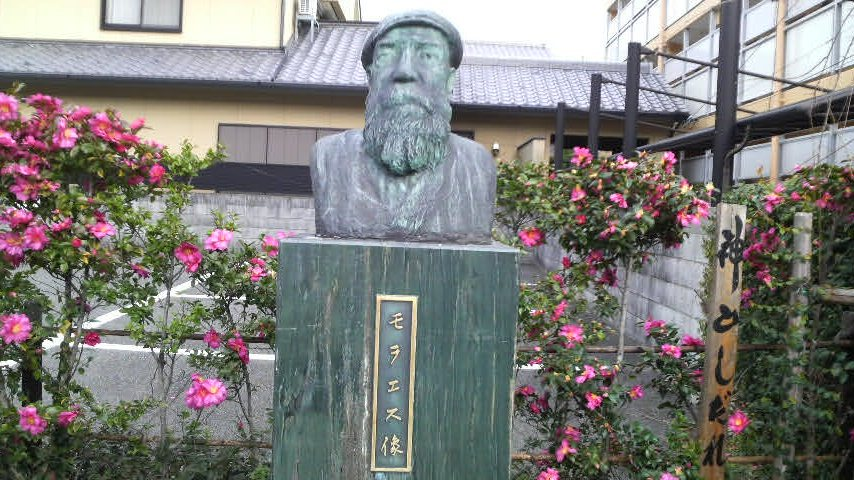
徳島市のモラエス通りにあるモラエスの銅像。

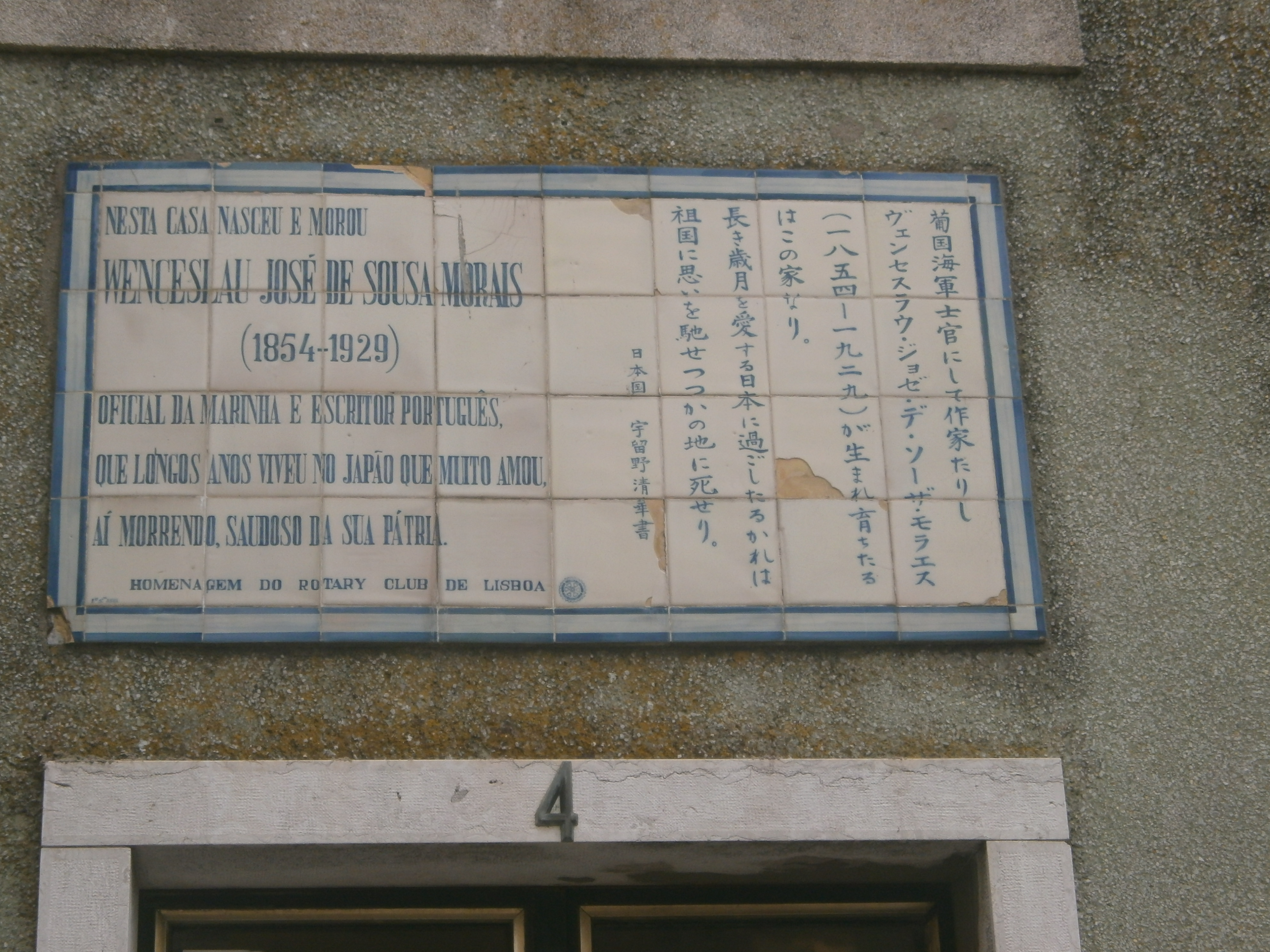
リスボン市内にあるモラエスの生家に掲げられたアズレージョ。

ヴェンセスラウ・デ・モラエス （ヴェンセスラウ・ジュゼ・デ・ソウザ・デ・モライシュ）（Wenceslau José de Sousa de Morais, 1854年5月30日 - 1929年7月1日）は、ポルトガルの軍人、外交官、文筆家。

## 略歴

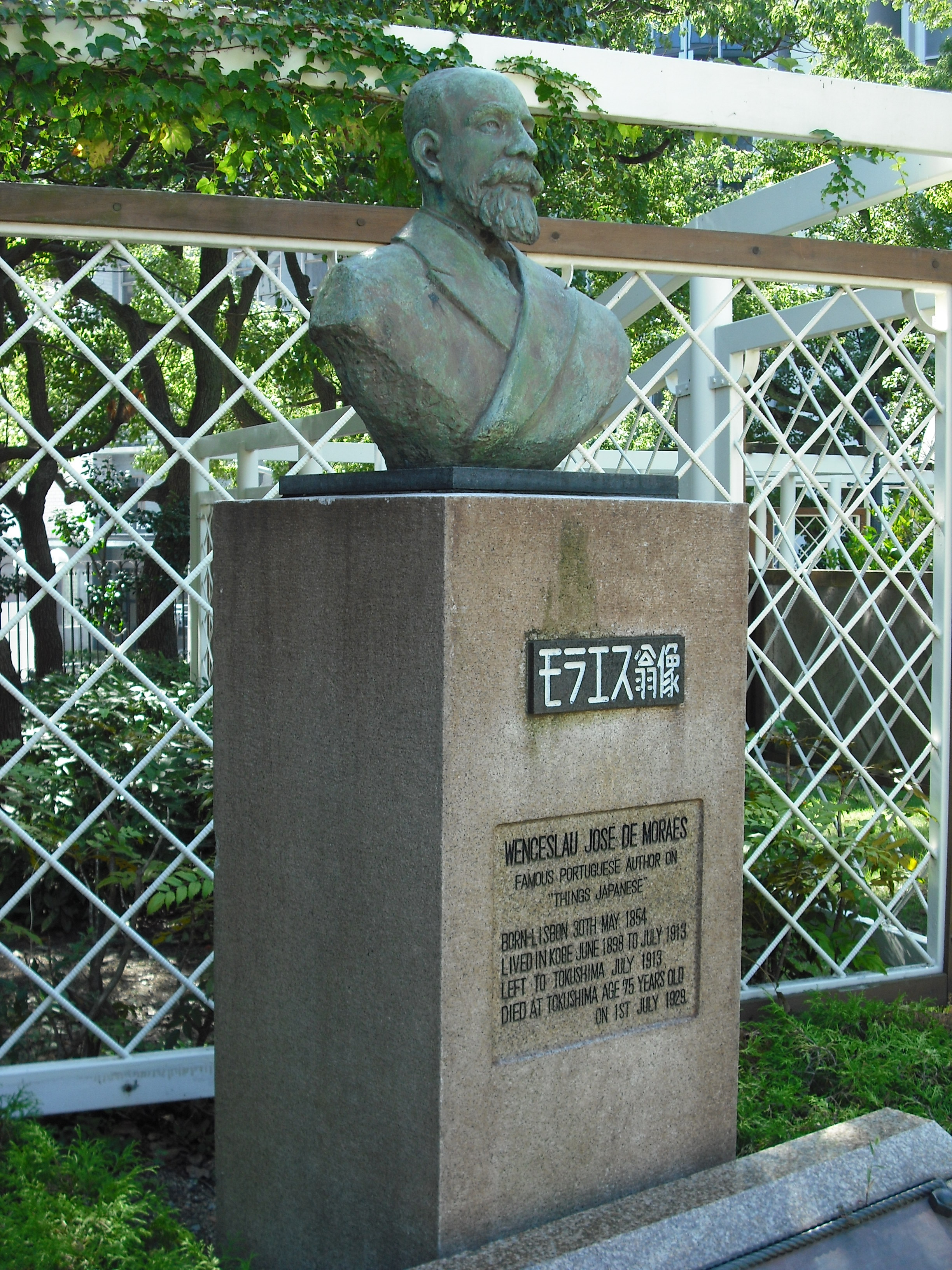
神戸市東遊園地にあるモラエスの銅像。

モラエスは1854年、ポルトガルの首都リスボンで生まれた。海軍学校を卒業後、ポルトガル海軍士官として奉職した。1889年に初来日。ポルトガル領だったマカオの港務局副司令を経て、外交官となる。マカオ時代に、現地女性の亜珍と結婚し、2人の子をもうけた。
1899年に日本に初めてポルトガル領事館が開設されると在神戸副領事として赴任。後に総領事となり、1913年まで勤めた。
モラエスは1902年から1913年までポルト市の著名な新聞『コメルシオ・ド・ポルト』（ポルト商業新聞）に当時の日本の政治外交から文芸まで細かく紹介しており、それらを集録した書籍『Cartas do Japão（日本通信）』全6冊が刊行された。
モラエスは神戸在勤中に芸者のおヨネ（本名は福本ヨネ）と出会い、ともに暮らすようになる。しかし1912年にヨネが死没すると、モラエスも翌1913年に職を辞任して引退し、ヨネの故郷である徳島市に移住した。さらにヨネの姪である斎藤コハルと暮らすが、コハルにも先立たれてしまう。モラエスの徳島での生活は必ずしも楽ではなかった。身長180cm以上と当時の日本人に比べて長身で、長い髭を延ばした風貌だったこともあり、「とーじんさん」と呼ばれて珍しがられ、ドイツのスパイと疑われたり、「西洋乞食」と蔑まれたりすることもあったという。モラエスは1929年、徳島市で孤独の内に没した。
モラエスの墓所は徳島市西山手町にある潮音寺にあり、モラエスに並んでヨネとコハルの墓塔がある。また東海寺 (徳島市)にもモラエス一家の位牌を納めた仏壇があり、供養されている。

## 著作と評価
著書に『おヨネとコハル』『日本精神』『ポルトガルの友へ』『徳島日記』がある。ポルトガル語で著述したこともあり、生前には日本ではほとんど注目されることがなかったが、モラエス没後に日本語訳がなされた。昭和初期の時代の風潮もあり、日本賛美として取り上げられるようになった。
戦後においても日本賛美に利用されることがあるが、そのとき、モラエスは「今日のヒッピーを連想させる」晩年を生き、「首都から遠くはなれた地方都市で、すでになくなった娼妓の回想を生涯の主な仕事」にしたことは無視されがちだという指摘がある。
モラエス自身を取り上げた小説に新田次郎の『孤愁 サウダーデ』（未完絶筆）がある。本作のポルトガルへの取材旅行の際、新田は詳細なメモ、スケッチ、俳句などを残しており、それらを元に次男藤原正彦（数学者・エッセイスト）が単身、レンタカーを駆って追体験、それぞれの「サウダーデ」を問う旅を行い、回想『父の旅 私の旅』を出版した。正彦は後年、父の未完小説を引き継ぐ形で書き継ぎ出版した。
池内紀も、モラエスのことを“ヘンなガイジン第一号。とともに「第二の人生」の手本を示したぐあいである”と『モラエスの絵葉書書簡』の書評の中で書いている。
徳島市のモラエスの旧宅の一部は、眉山山上の博物館施設「モラエス館」の内部に移築されて保存・活用されている。壮年期を過ごした神戸の文学館では、モラエスに関する資料が展示されるなど後世に伝えるべき文筆家として高く評価されている。以前、旧宅のあった徳島市伊賀町一帯にはモラエスの名を冠した「モラエス通り」と名付けられた通りがある。

## 作品
- 1895年 - "Traços do Extremo Oriente"
- 1897年 - "Dai-Nippon"（『大日本 歴史芸術茶道』花野富蔵訳 帝国教育会出版部 1942
- 1904年 - "Cartas do Japão"（『日本通信 1904～1905年』1928年）
- 1905年 - "O culto do chá"（『茶の本』）
- 1906年 - "Paisagens da China e do Japão"
- 1907年 - "A vida japonesa"（『日本の生活』）
- 1916年 - "O Bon-Odori em Tokushima"（『徳島の盆踊り』）

花野富蔵訳 第一書房、1935
『徳島の盆踊り モラエスの日本随想記』岡村多希子訳 講談社学術文庫 1998
- 1917年 - "Ko-Haru"
- 1919年 - 『午砲 / O tiro do meio dia』
- 1923年 - "Ó-Yoné e Ko-Haru"（おヨネとコハル）

『おヨネと小春』花野富蔵訳 昭森社 1936
『おヨネとコハル』花野富蔵訳 集英社 1983.3
『オヨネとコハル』高橋都彦・深沢曉訳注 大学書林 1986.10
『おヨネとコハル』岡村多希子訳 彩流社 1989.12、増訂版2004
- 1924年 - "Relance da história do Japão"『日本歴史』花野富蔵訳 明治書房 1942
- 1926年 - "Os serões no Japão"
- 1926年 - "Relance d'alma japonesa"

- 『日本精神』花野富蔵訳 第一書房 1935（講談社学術文庫 1992）
岡村多希子訳 彩流社 1996.1
- 『日本夜話』花野富蔵訳 第一書房 1936
- 『極東遊記』花野富蔵訳 中央公論社 1941
- 『徳島日記』
- 『明治文学全集 第49 ベルツ モース モラエス ケーベル ウォシュバン集』筑摩書房 1968
- 「徳島の盆踊抄 おヨネと小春抄」『日本現代文学全集』第15 外国人文学集 講談社 1969 タゴール集 日本の精神（高良富子訳）
- 『定本 モラエス全集』 全5巻 花野富蔵訳 集英社 1969
- 『モラエスの絵葉書書簡 日本発、ポルトガルの妹へ』岡村多希子訳 彩流社 1994.3
- 『ポルトガルの友へ モラエスの手紙』岡村多希子編訳 彩流社 1997.2